# Loi du Point final

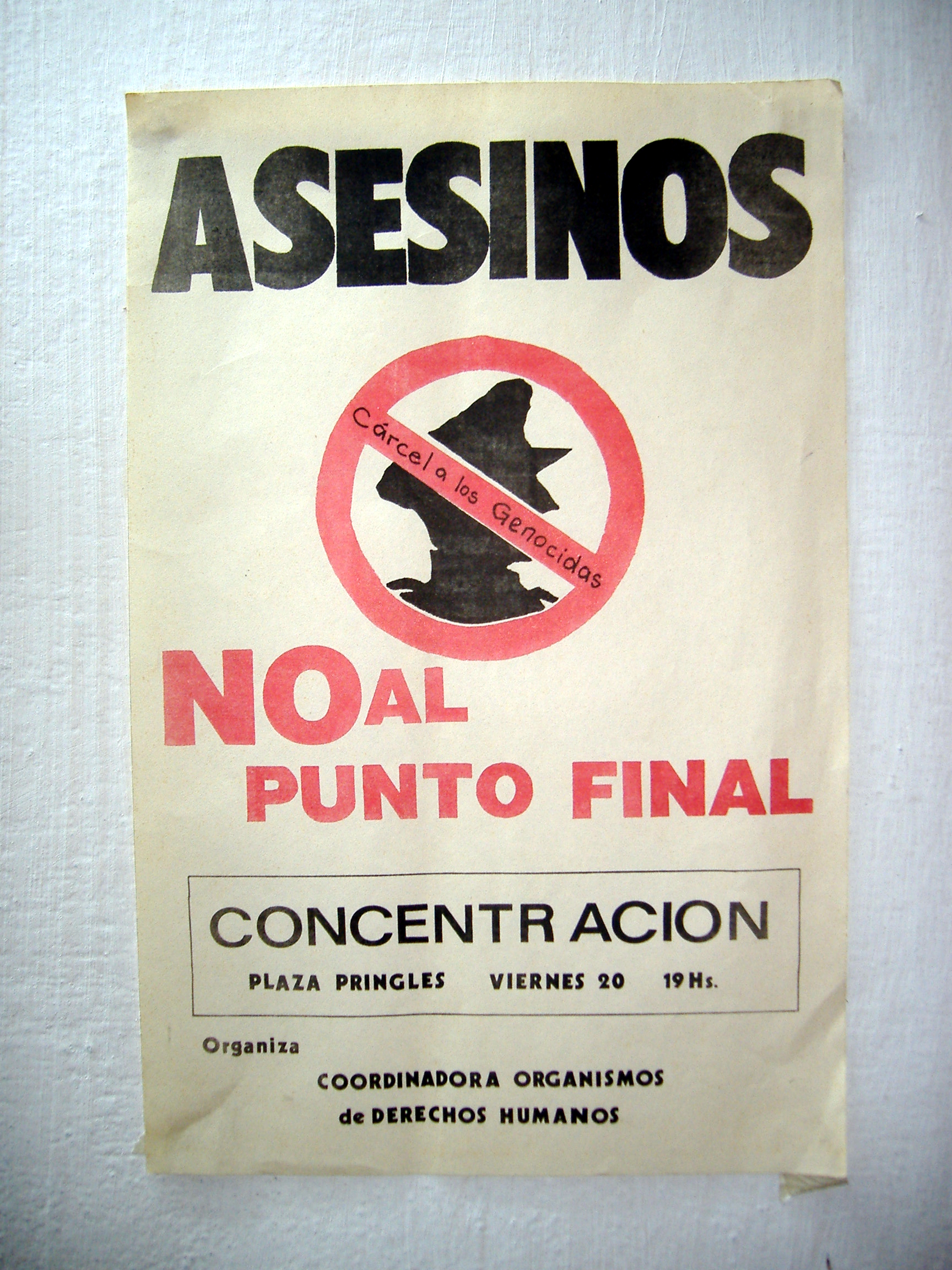
Appel à manifester contre la loi du « Point final ».

La loi 23 456 du Point final (Punto final) est une loi argentine promulguée le 24 décembre 1986, sous la présidence de Raúl Alfonsín (UCR), qui interdisait les poursuites au pénal contre les crimes commis lors de la dictature argentine pour toute plainte dépassant le délai de prescription de 60 jours fixé à compter de la promulgation de la loi (article 1). Elle disposait que « s'éteindra l'action pénale contre toute personne qui aurait commis des délits liés à l'instauration de formes violentes d'action politique jusqu'au 10 décembre 1983 » (art. 1). L'action au civil demeura permise.

## Amnistie quasi-générale
La loi amnistiait de facto toute détention arbitraire, torture ou assassinat commis jusqu'en 1983, année de la fin de la dictature militaire. Seul le cas des « bébés volés » sortait de l'application de la loi, disposition spécifiée par l'article 5. Celle-ci fut suivie, l'année suivante, par la loi d'obéissance due, qui protégeait les militaires de rang inférieur au nom du principe hiérarchique de l'armée, puis par les amnisties décrétées par Carlos Menem en 1989-90. L'ensemble de cette réglementation est connu sous le nom de « lois d'impunité ».

## Suffrages
106 députés de l'Union civique radicale (UCR, parti au pouvoir) votèrent pour ainsi que 4 du Parti justicialiste (péroniste) (Guilermo Brizuela, Teofilo Iglesias Vilar, Alberto Medina et Domingo Purita). Deux radicaux s'abstinrent (Manuel Diaz et Federico Storani). 
17 députés votèrent contre (4 de l'UCR, 5 du Parti intransigeant dont Oscar Alende, 3 de l'Union du centre démocratique dont Alvaro Algosaray, etc.). 
110 députés étaient absents, dont quelques radicaux et une bonne partie des péronistes.
25 sénateurs (en majorité de l'UCR) votèrent pour et 10 contre (dont 7 du Parti justicialiste, par exemple Alberto Rodriguez Saa).

## Abrogation
Ces lois furent suivies par la loi du « rinto ».
En 1998, les lois du Point final et de l'Obéissance due furent abrogées, mais sans effet rétroactif : elles continuaient donc à servir leur objectif fondamental. Toutefois, elles furent considérées comme nulles et non avenues par le Congrès, en 2003, sous la présidence de Nestor Kirchner, la Cour suprême les déclarant enfin anticonstitutionnelles le 14 juin 2005.